# Ancel Keys
Ancel Benjamin Keys (* 26. Januar 1904 in Colorado Springs; † 20. November 2004 in Minnesota) war ein amerikanischer Ernährungswissenschaftler, der sich besonders mit der Erforschung von Unterernährung, physiologischen Wirkung von Nahrungsfetten und der Ursache der koronaren Herzkrankheit beschäftigte.

## Leben
Keys lebte sowohl in den USA als auch in Europa.

### Kindheit und Jugend
Keys wurde im Jahr 1904 in Colorado Springs geboren; seine Eltern waren Jugendliche ohne Schulbildung, die bald mit ihm nach Kalifornien zogen und sich zunächst in San Francisco niederließen. Keys erlebte als Zweijähriger das Erdbeben von San Francisco, bei dem die Druckerei seines Vaters zerstört wurde, woraufhin die Familie nach Berkeley zog. Als Keys an seinem achten Geburtstag versuchte, eine Fliege mit Chloroform zu betäuben, sedierte er sich selbst. Dieses Erlebnis, so sagte er später, weckte sein Interesse an der Wissenschaft.
Nachdem er nach drei Jahren das Community College mit Auszeichnung verlassen hatte, arbeitete Keys für eine kurze Zeit bei Woolworths, um dann nach Berkeley zurückzukehren und einen Master in Biologie zu erwerben, woraufhin seine Promotion am Scripps Institute of Oceanography folgte. Im Jahr 1930 reiste er nach Kopenhagen, um mit dem Nobelpreisträger August Krogh zu arbeiten und Untersuchungen an Aalen durchzuführen. Anschließend promovierte er erneut in Cambridge, er erhielt einen Doktorgrad in Tierphysiologie vom King’s College.
Als Keys im Jahre 1933 in die Vereinigten Staaten zurückkehrte, begann er am Fatigue Laboratory in Harvard im Bereich der Sportphysiologie zu forschen. Sein erstes Projekt war eine Studie über die Auswirkungen des Lebens in der Höhe auf Blutoxygenierung, da er glaubte, dies könnte von praktischen Nutzen für Kupferbergleute in Chile sein. Er reiste mit einer kleinen Personengruppe in die chilenischen Anden und akklimatisiert sie nach und nach zu einer Höhe von 22.000 Fuß.

## Wirken

### Entwicklung der K-Rationen
Im Jahr 1939 wurde er vom Kriegsministerium der Vereinigten Staaten gebeten, eine Nahrungsration für Fallschirmtruppen zu entwickeln und zu testen. Zu dieser Zeit leitete er das Labor für Physiologische Hygiene an der Universität von Minnesota und führte dort auch seine Studien über die menschliche Ernährung durch, die sich über die nächsten Jahrzehnte erstrecken sollten.
Die Nahrungsration für Fallschirmjägertruppen wurden während des Projektes K-Rationen (K für Keys) genannt. In wasserdichten Boxen ließ er Lebensmittel mit einem physiologischen Brennwert von insgesamt 3.200 kcal als Tagesration verpacken, die sich auf Frühstück, Mittagessen und Abendessen verteilten. Die Dose enthielt Fleisch oder Käse, Kekse, eine Tafel Schokolade und Bonbons, Kaffee, Zitronen oder Suppenpulver, Kaugummi, Toilettenpapier und Zigaretten.

### Minnesota Starvation Experiment
Da Millionen Menschen im Zuge des Zweiten Weltkrieges unter den Folgen einer gestörten Lebensmittelversorgung litten, begann Keys ein Forschungsprojekt, das als Minnesota Starvation Experiment bezeichnet wurde:
Er ließ die Auswirkungen von massiver Mangelernährung auf den menschlichen Körper genau beobachten, um dann verschiedene vordefinierte Ernährungsinterventionen zur Wiederherstellung der Gesundheit der abgemagerten Testsubjekte zu vergleichen. Die Probanden fand er in Civilian Public Service Workcamps unter Kriegsdienstverweigerern, besonders Angehörigen von Freikirchen, die nicht kämpfen wollten, aber trotzdem bereit waren, ihre Gesundheit für die Wissenschaft zu gefährden.
Die beteiligten Männer wurden über drei Monate nur von Wurzelgemüse, Schwarzbrot und einfachen stärkehaltigen Lebensmitteln ernährt, waren einer gezielten Unterernährung ausgesetzt, während sie pro Woche durchschnittlich 22 Meilen (35 km) zu Fuß zurücklegen mussten.
Die Ergebnisse wurden im Jahr 1950 in Form eines Buches veröffentlicht, das unter dem Titel Biology of Human Starvation erschien und noch heute im beginnenden 21. Jahrhundert als maßgeblich angesehen wird.
Im Zuge des Experiments verloren die meisten Teilnehmer etwa 25 % ihres Gewichtes und viele litten unter Anämie, Müdigkeit, Apathie, extremer Schwäche, Reizbarkeit, neurologischen Defiziten und Ödemen der unteren Extremitäten.

### Sieben-Länder-Studie
1951 nahm Keys mit seiner Familie ein Sabbatical in Oxford. In diesem Zusammenhang behauptete ein italienischer Kollege, dass Herzerkrankungen in Italien nicht vorkommen würden, worauf Keys zunächst skeptisch reagierte und mit seiner Frau Margaret ein Labor in Neapel einrichtete. Hier verifizierte er bald die niedrige Häufigkeit von Herzerkrankungen unter Neapolitanern und stellte weiterhin fest, dass diese einen sehr geringen Serumcholesterinspiegel aufwiesen.
Keys und seine Frau bereisten dann mehrere europäische und afrikanische Länder, um den Cholesterinspiegel der Bevölkerung zu messen: Nach und nach entstand ein Muster, das darauf hindeutete, dass eine Ernährung, die reich an gesättigten Fettsäuren ist, den Serum-Cholesterinspiegel erhöht, was Keys als eine Hauptursache der koronaren Herzkrankheit ansah. Als Keys im Jahr 1955 seine Ideen der durch Ernährung verursachten Herzkrankheit zum ersten Mal in einem internationalen Umfeld bei der Weltgesundheitsorganisation vortrug, verlangte Sir George Pickering weitere Beweise, die Keys nicht liefern konnte.
Daher verbrachte er die nächsten 15 Jahre mit der gezielten Gestaltung, Umsetzung und selektiven Analyse seiner Sieben-Länder-Studie (engl. Seven Countries Study). Von 1958 an ließ Keys über einen Zeitraum von 15 Jahren Studien in sieben Ländern durchführen, die eine Korrelation zwischen dem Anteil tierischer Fette in der Ernährung und der Inzidenz von Erkrankungen der Herzkranzgefäße zu demonstrieren schien. Die Studie wurde an 12.000 gesunden Männer mittleren Alters in Italien, auf den griechischen Inseln, Jugoslawien, den Niederlanden, Finnland, Japan und den Vereinigten Staaten durchgeführt und im Jahr 1980 von Harvard Press in Form eines Buches veröffentlicht. Sie trug maßgeblich dazu bei, die sogenannte Mittelmeer-Diät, die reich an Obst und Gemüse, Brot und Olivenöl mit Fisch und Milchprodukten ist, als vermeintliche Prävention gegen Herzkrankheit beliebt zu machen.
Die Ergebnisse der Studie werden teilweise sehr kritisch gesehen. Obwohl er Daten aus 22 Ländern gesammelt habe, hätte er sich bei seiner Veröffentlichung auf sieben dieser Länder beschränkt. Dabei hatte er Daten von Personen aus genau sieben Ländern für diese Studie erhoben, deren individuelle Ernährung, Gesundheit und Todesursache über 30 Jahre lang beobachtet wurden. Die 22 Länder stammen aus einer älteren Studie von 1953, in denen tatsächlich Länder untersucht wurden, deren Ausgangsdaten allerdings von minderer Qualität waren. Beziehe man alle Länder in den Vergleich mit ein, ergebe sich keine positive Korrelation zwischen dem Anteil tierischer Fette in der Ernährung und dem Auftreten von Herzerkrankungen. Die Rohdaten der Studie, die lange Zeit unter Verschluss blieben, legten sogar eine genau umgekehrte Korrelation nahe. Udo Pollmer zufolge darf die Sieben-Länder-Studie heute „als groß angelegter Betrug“ gewertet werden. Das vermehrte Auftreten von Herzerkrankungen im 20. Jahrhundert in der westlichen Welt könnte auch durch andere Faktoren erklärt werden, wie durch einen erhöhten Zucker- und Weißbrot-Konsum.

### Minnesota Coronary Experiment
Zehn Jahre nach Beginn und zwei Jahre nach der ersten Veröffentlichung von Ergebnissen der Sieben-Länder-Studie starteten Ivan Frantz und Ancel Keys eine groß angelegte Interventionsstudie – das Minnesota Coronary Experiment. Sie war die seinerzeit größte jemals durchgeführte klinische Testung einer gezielten Therapieform, in diesem Fall, dem Ersetzen von gesättigten Nahrungsfetten durch Lebensmittel mit natürlich hohem oder künstlich erhöhtem Anteil an Linolsäure. Mit dieser Studie wollte Keys die Ergebnisse der Sieben-Länder-Studie untermauern.
Die Studie wurde als randomisierte Blindstudie geplant und durchgeführt und 1973 abgeschlossen, aber erst viele Jahre später nur in kleinen Auszügen als Kongressbeitrag und Doktorarbeit, jedoch nicht als klassisches Paper publiziert. Rohdaten und Auswertungen wurden 2013 zufällig im Nachlass des Studienleiters Ivan Frantz gefunden und somit erst ein Jahrzehnt nach Keys’ Tod der Öffentlichkeit zugänglich. Die Studie zeigte keinen Nutzen der veränderten Nahrungszusammensetzung, bei älteren Patienten (über 65 Jahren) hingegen sogar eine Steigerung der kardiovaskulären Sterblichkeit. Die Wiederentdeckung der Studie und die kontroversen Ergebnisse wurden vor allem, aber nicht nur in englischsprachigen Medien umfassend diskutiert, gerade im Kontext der Interessenskonflikte um Verfechter der „Diet-Heart-Hypothese“.

### Der BegriffBody-Mass-Index(BMI)
In einem 1972 veröffentlichten Artikel prägte Keys den Begriff Body-Mass-Index (BMI), nachdem die entsprechenden Berechnungen bereits um 1832 durch Adolphe Quetelet erfolgt waren; Keys ging jedoch davon aus, dass der Index als statistisches Mittel auf ganze Populationen angewandt werden solle.

## Auszeichnungen
Im Jahr 1980 erhielt Keys vom finnischen Staatspräsidenten den Ehrentitel Akademiker verliehen.

## Veröffentlichungen
Mit seiner Frau, einer Biochemikerin, schrieb Keys die Bücher Eat Well and Stay Well und How to Eat Well and Stay Well the Mediterranean Way. Ein weiteres Buch, The Benevolent Bean, veröffentlichte er alleine.